# Valravn (Cedar Point)
Valravn is een stalen duikachtbaan in Cedar Point pretpark in Sandusky in de Amerikaanse staat Ohio. De Valravn is gebouwd en ontworpen door Bolliger & Mabillard en is de derde duikachtbaan in de Verenigde Staten. Het thema van de rit is gebaseerd op een bovennatuurlijke vogel uit Deense folklore genaamd de Valravn. De attractie opende op 7 mei 2016 als snelste, hoogste en langste duikachtbaan in de wereld.

## Verloop van de rit
Na het verlaten van het station, draait de trein 180 graden naar links. Vervolgens begint een 68 m lange (68 m) kettingoptakeling. Zodra de trein de top bereikt, rijdt hij naar rechts, en vervolgens hangen de bezoekers bijna 70 meter boven de grond gedurende vier seconden. De trein daalt dan 65 m bij een hoek van 90 graden waarbij een snelheid van 121 km per uur wordt gehaald. De trein gaat dan door een 50 m lange Immelmann-lus waarna de passagiers tot een stop komen halfweg de rit. Daarna volgt een tweede daling van 40 m. Eenmaal uit die daling, volgt een duiklooping die leidt naar de derde en laatste inversie, een 270-graden kurkentrekker-achtige roll. De trein met bezoekers gaat dan over een airtime heuvel alvorens de remmen aanslaan en de trein vervolgens de bezoekers naar het station leidt waar ze kunnen uitstappen.